# Schimper Glacier
Schimper Glacier är en glaciär i Antarktis. Den ligger i Östantarktis. Argentina och Storbritannien gör anspråk på området. Schimper Glacier ligger 792 meter över havet.
Terrängen runt Schimper Glacier är kuperad söderut, men norrut är den platt. Schimper Glacier ligger nere i en dal. Trakten är obefolkad. Det finns inga samhällen i närheten. 